# Rio Formoso
Rio Formoso est une municipalité brésilienne située dans l'État du Pernambouc.

## Personnalités liées
- Silvio Costa (né en 1956), homme politique brésilien